# Pula (Itálie)
Pula (sardinsky: Pùla) je italská obec (comune) v metropolitním městě Cagliari v regionu Sardinie. Nachází se ve výšce 10 až 15 metrů nad mořem a žije v ní přibližně 7 100 obyvatel. Rozloha obce je 138,92 km².

## Administrativní členění
Pula se skládá ze tří místních částí: centrem je historické město Pula, připojené obce Santa Margherita di Pula a Is Molas.

## Historie
Název obce Pula je odvozen z řeckého pùle, což znamená průchod či průjezd. První sídlo založili Féničané v 7. století před naším letopočtem. V římské antice Iberové založili město Nora, jež podle legendy stvořil mytologický hrdina Norax. Z té doby pocházejí zbytky chrámu a mozaika. nejstaršími památkami středověké architektury jsou románský kostel sv. Sfisia a kostel sv. Jana Křtitele, tento světec je patronem města a každoročně se jeho svátek slaví s procesím.

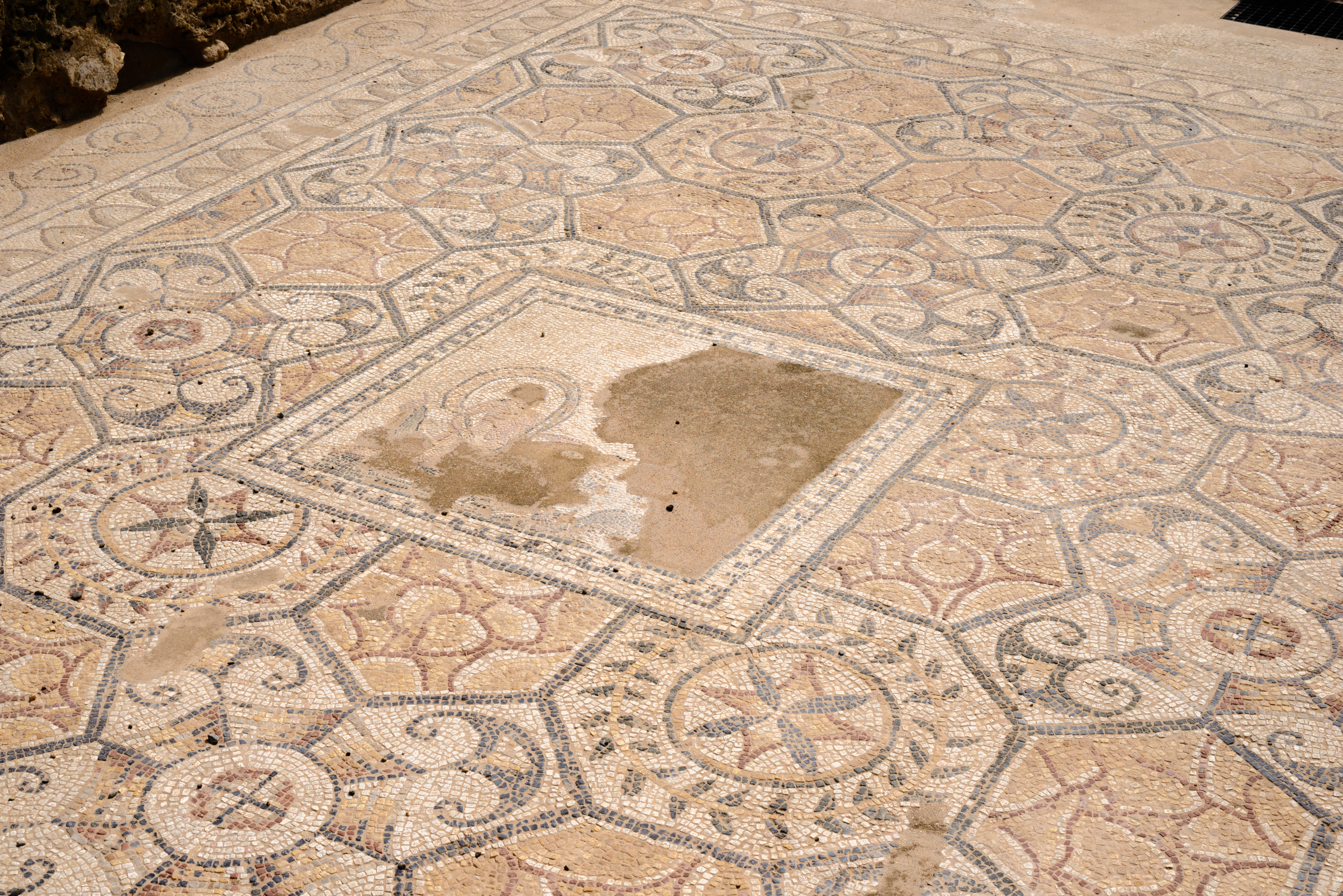
Římská mozaika města Nora
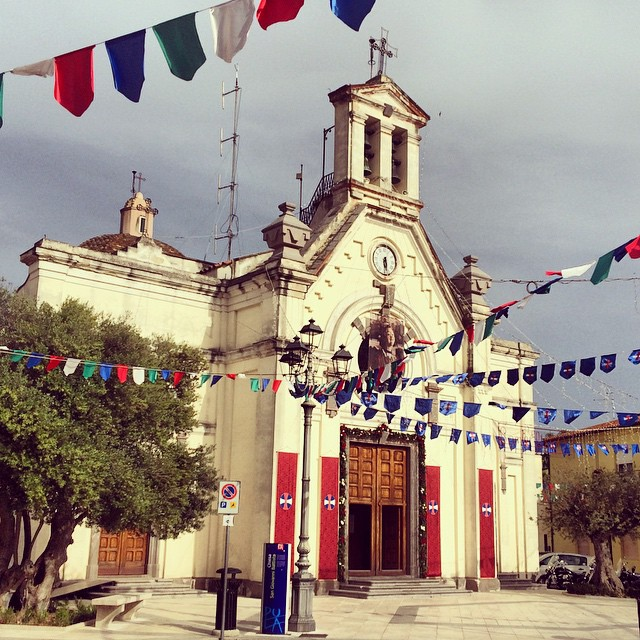
Kostel sv. Jana Křtitele
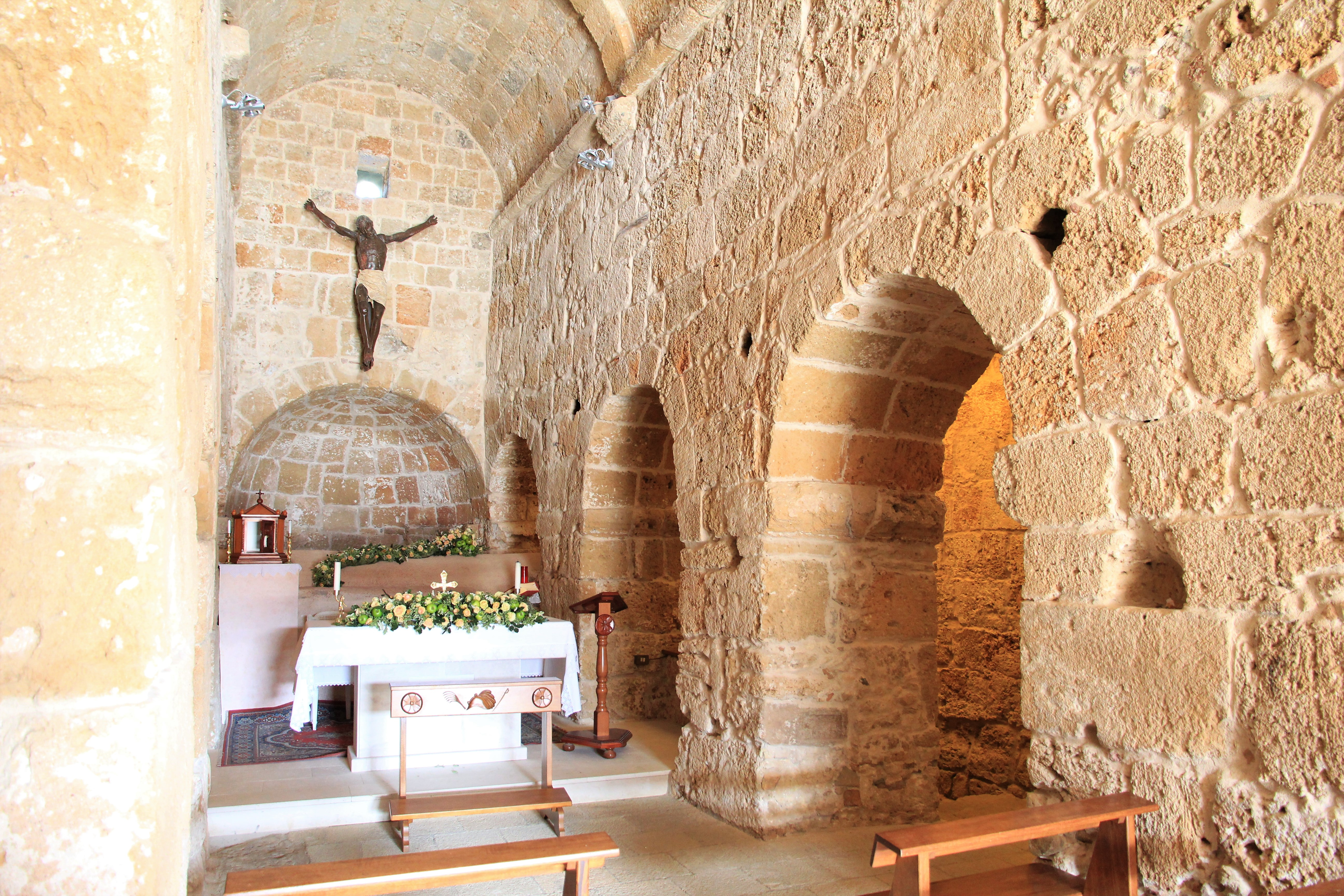
Interiér kostela sv. Efisia
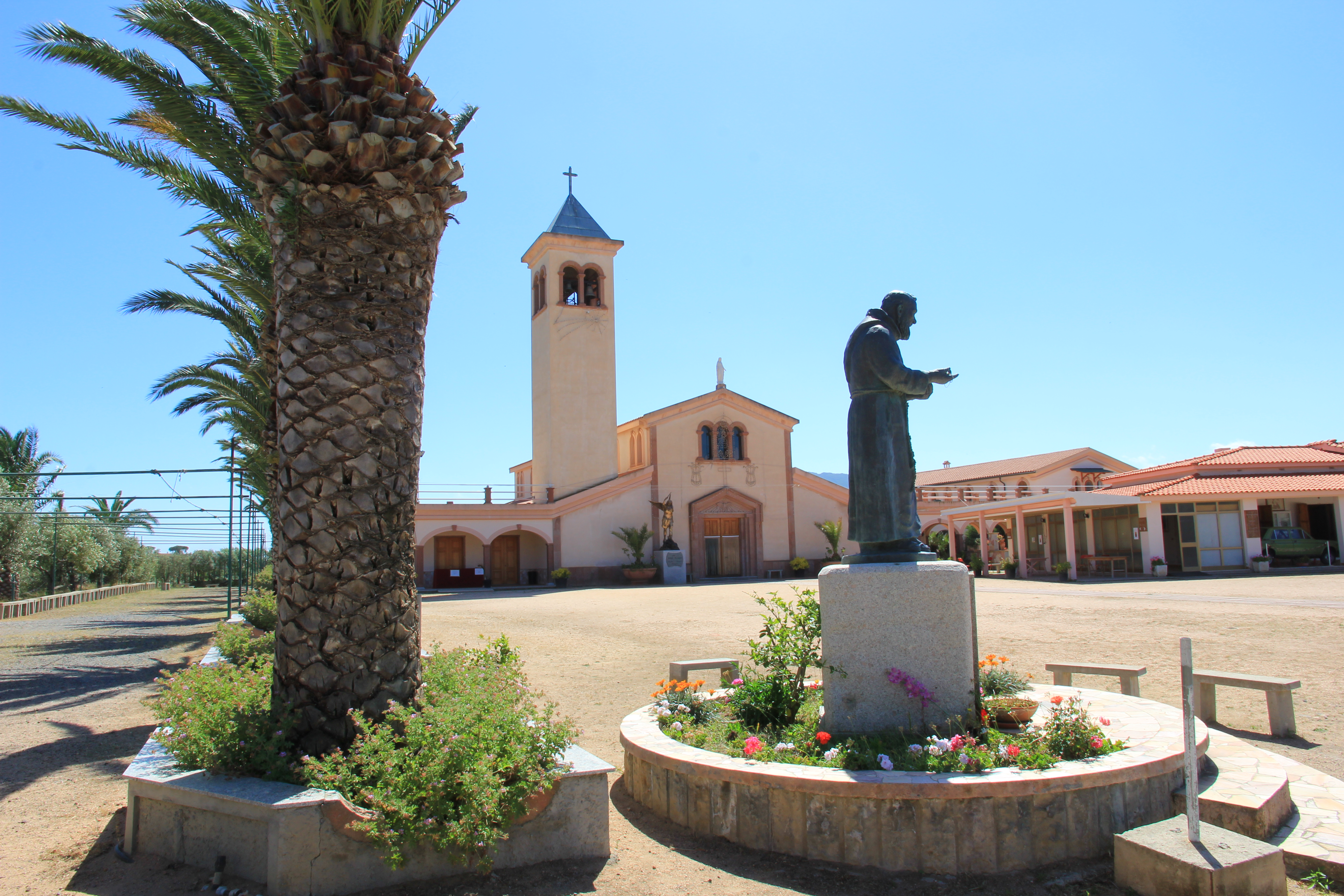
Kostel P. Marie